# 791 (číslo)
Sedm set devadesát jedna je přirozené číslo. Následuje po čísle sedm set devadesát a předchází číslu sedm set devadesát dva. Římskými číslicemi se zapisuje DCCXCI a řeckými číslicemi ψϟα.

## Matematika
791 je:
- Deficientní číslo
- Poloprvočíslo
- Nešťastné číslo

## Astronomie
- (791) Ani je planetka hlavního pásu, kterou objevil v roce 1914 Grigory Neujmin

## Roky
- 791
- 791 př. n. l.